# Холістичне детективне агентство Дірка Джентлі
«Холісти́чне детекти́вне аге́нтство Ді́рка Дже́нтлі» (англ. Dirk Gently's Holistic Detective Agency) — американський фантастичний телесеріал, заснований на однойменній серії книг Дугласа Адамса. Серіал, створений Максом Лендісом, розповідає про холістичного детектива Дірка Джентлі (Семюел Барнетт) і його вимушеного асистента Тодда (Елайджа Вуд).
Перший трейлер серіалу був представлений на Міжнародному комік-коні в Сан-Дієго у 2016 році. Серіал створений компаніями BBC America і Netflix. Американська прем'єра відбулася 22 жовтня 2016 року на телеканалі BBC; з грудня 2016 року компанія Netflix розпочала міжнародний показ.
21 листопада 2016 року телеканал BBC America продовжив серіал на другий сезон з десяти епізодів, прем'єра якого відбулася 14 жовтня 2017 року. 18 грудня 2017 року BBC America оголосив про закриття серіалу після двох сезонів.

## Сюжет серіалу
В основі серіалу — сюжет серії романів Дугласа Адамса («Холістичне детективне агентство Дірка Джентлі» і «Довге чаювання»), за мотивами якої раніше було випущено британський телесеріал «Дірк Джентлі» (англ. Dirk Gently, 2010—2012).
Ексцентричний детектив Дірк Джентлі (Семюел Барнетт), що сповідує холізм — усесвітній зв'язок усього зі всім, та його вимушений асистент Тодд Броцман (Елайджа Вуд) розслідують надприродні кримінальні справи та розкривають інші незвичайні таємниці, серед яких подорожі в часі.

## У ролях

### Основні
- Семюел Барнетт — Дірк Джентлі (англ. Dirk Gently), холістичний детектив
- Елайджа Вуд — Тодд Броцман (англ. Todd Brotzman), помічник Дірка
- Ханна Маркс[en] — Аманда Броцман (англ. Amanda Brotzman), сестра Тодда
- Фіона Дуріф[en] — Барт Керліш (англ. Bart Curlish), холістична убивиця
- Джейд Ешете[en] — Фера Блек (англ. Farah Black), детектив, тілоохоронець
- Мфо Коахо[en] — Кен (англ. Ken), інженер-комп'ютерник
- Майкл Еклунд — Мартін (англ. Martin), ватажок хуліганів-інкубів
- Дастін Мілліґан — сержант Г'юґо Фрідкін (англ. Sergeant Hugo Friedkin), помічник полковника Ріґґінса

### 3 першого сезону
- Ніл Браун-молодший[en] — детектив Естевес (англ. Detective Estevez)
- Річард Шифф — детектив Ціммерфілд (англ. Detective Zimmerfield)
- Мігель Сандовал — полковник Скотт Ріґґінс (англ. Colonel Scott Riggins), керівник проєкту надлюдей
- Девід Льюїс[en] — агент Відл (англ. Agent Weedle), агент ФБР, що конфліктує з Ціммерфільдом і Естевесом
- Осрік Чау — Вогель (англ. Vogel), наймолодший з Хуліганської трійці (у 2 сезоні — в основному акторському складі)
- Вів Лікок (англ. Viv Leacock) — Гріппс (англ. Gripps), один з Хуліганської трійці (англ. Rowdy 3)
- Зак Сантьяго[en] — Кросс (англ. Cross), один з Хуліганської трійці
- Аарон Дуглас[en] — Гордон Ріммер (англ. Gordon Rimmer), лідер Людей Машини (англ. The Men of the Machine)
- Елісон Торнтон (англ. Alison Thornton) — Лідія Спрінг (англ. Lydia Spring), зникла дівчина
- Джуліан Мак-Магон — Патрік Спрінг (англ. Patrick Spring), мільйонер і батько Лідії Спрінг

### З другого сезону
- Алан Тьюдік — містер Пріст (англ. Mr. Priest), безжальний та небезпечний мисливець за головами, що працює на Чорне Крило (англ. Blackwing)
- Джон Ганна — Маг (англ. The Mage), могутній чарівник, що прагне заволодіти світом
- Тайлер Лебін[en] — Шерлок Гоббс (англ. Sherlock Hobbs), шериф невеликого містечка, який допомагає Дірку та іншим розкрити нову справу
- Іззі Стіл (англ. Izzie Steele) — Тіна Теветіно (англ. Tina Tevetino), заступник Гоббса
- Аманда Волш[en] — Сюзі Бортон (англ. Suzie Boreton), депресивна домогосподарка
- Алексія Фаст — Мона Вайлдер (англ. Mona Wilder), «холістична актриса»

## Епізоди

### Сезон 1
| № | Назва українською мовою                      | Назва мовою оригіналу             | Режисер            | Сценарист               | Дата виходу в ефір | Глядачі США (мільйони) |
| - | -------------------------------------------- | --------------------------------- | ------------------ | ----------------------- | ------------------ | ---------------------- |
| 1 | «Горизонти»                                  | Horizons                          | Дін Парізо         | Макс Лендіс             | 22 жовтня 2016     | 0.437                  |
| 2 | «Загублене і знайдене»                       | Lost & Found                      | Дін Парізо         | Макс Лендіс             | 29 жовтня 2016     | 0.293                  |
| 3 | «Ентузіасти стіни»                           | Rogue Wall Enthusiasts            | Майкл Патрік Дженн | Макс Лендіс             | 5 листопада 2016   | 0.297                  |
| 4 | «Воткін»                                     | Watkin                            | Майкл Патрік Дженн | Енді Блек               | 12 листопада 2016  | 0.248                  |
| 5 | «Дуже еректус»                               | Very Erectus                      | Тамра Девіс        | Роберт Купер            | 19 листопада 2016  | 0.240                  |
| 6 | «Виправити все»                              | Fix Everything                    | Тамра Девіс        | Макс Лендіс             | 26 листопада 2016  | 0.198                  |
| 7 | «Озброєна душа»                              | Weaponized Soul                   | Пако Кабезас       | Макс Лендіс             | 3 грудня 2016      | 0.307                  |
| 8 | «Два нормальні хлопця роблять звичайні речі» | Two Sane Guys Doing Normal Things | Пако Кабезас       | Енді Блек і Макс Лендіс | 10 грудня 2016     | 0.277                  |

### Сезон 2
| №  | Назва українською мовою            | Назва мовою оригіналу    | Режисер            | Сценарист                     | Дата виходу в ефір | Глядачі США (мільйони) |
| -- | ---------------------------------- | ------------------------ | ------------------ | ----------------------------- | ------------------ | ---------------------- |
| 1  | «Космічний кролик»                 | Space Rabbit             | Дуглас Маккіннон   | Макс Лендіс                   | 14 жовтня 2017     | 0.235                  |
| 2  | «Шанувальники мокрих кіл»          | Fans of Wet Circles      | Дін Парізо         | Рассел Френд і Гарретт Лернер | 21 жовтня 2017     | 0.245                  |
| 3  | «Два зламаних пальці»              | Two Broken Fingers       | Майкл Патрік Дженн | Метт Голдман                  | 28 жовтня 2017     | 0.219                  |
| 4  | «Будинок у будинку»                | The House Within a House | Майкл Патрік Дженн | Роберт Купер                  | 4 листопада 2017   | 0.212                  |
| 5  | «Форми та кольори»                 | Shapes and Colors        | Річард Лекстон     | Макс Лендіс                   | 11 листопада 2017  | 0.248                  |
| 6  | «Дівоча сила»                      | Girl Power               | Річард Лекстон     | Шинейд Делі                   | 18 листопада 2017  | 0.256                  |
| 7  | «Це — не Маямі»                    | This Is Not Miami        | Вейн Їп            | Моллі Нассбаум                | 25 листопада 2017  | 0.282                  |
| 8  | «Невисокий хлопець, чорне волосся» | Little Guy, Black Hair   | Вейн Їп            | Рассел Френд і Гарретт Лернер | 2 грудня 2017      | 0.259                  |
| 9  | «Неприємності — це погано»         | Trouble Is Bad           | Елрік Райлі        | Макс Лендіс і Моллі Нассбаум  | 9 грудня 2017      | 0.280                  |
| 10 | «Гарна куртка»                     | Nice Jacket              | Елрік Райлі        | Макс Лендіс і Шинейд Делі     | 16 грудня 2017     | 0.250                  |

## Критика
Перший сезон серіалу отримав схвальні відгуки критиків. На сайті Rotten Tomatoes його рейтинг затвердження складає 71 % на основі 28 рецензій із середньою оцінкою 6.54 з 10. На сайті Metacritic його рейтинг складає 62 зі 100 на основі 14 рецензій, що означає «в цілому сприятливі відгуки».
Другий сезон також отримав схвальні відгуки критиків. На сайті Rotten Tomatoes його рейтинг затвердження складає 100 % на основі 7 рецензій із середньою оцінкою 7.33 з 10. З усім тим, кількість переглядів другого сезону була меншою, у порівнянні з першим. Вважається, що саме ці цифри, які були трохи нижчими, ніж в іншого серіалу телеканалу BBC America «Чорна сирітка», стали причиною закриття серіалу після двох сезонів.
Оглядач сайту mrpl.city Іван Синєпалов розташував серіал на 1 місці у переліку найкращих абсурдних серіалів. Він пише, що «абсурд тут настільки концентрований, що його можна черпати руками й ліпити з нього вагонні осі».

## Українське озвучення
Українською мовою серіал озвучено студією НеЗупиняйПродакшн. Ролі озвучували:
- Дірк Джентлі — Олександр Солодкий
- Тод Броцман — Андрій Соболєв
- Аманда Броцман — Ганна Соболєва
- Фера Блек, Барт Керліш — Юлія Шаповал
- детектив Естевез, Мартін, сержант Фрідкін, Кен — Роман Молодій
- детектив Ціммерфілд, Ґордон Ріммер — Сергій Солопай
- Агенти ФБР, начальник поліції Сіетла, керівник готелю — Михайло Кришталь